# Vega del Castillo
Vega del Castillo (en carballés Veiga) es una localidad española del municipio de Espadañedo, en la provincia de Zamora, comunidad autónoma de Castilla y León.

## Geografía física

### Ubicación
Vega del Castillo se encuentra situada al noroeste de la provincia de Zamora, en la comarca La Carballeda. Junto con las localidades de Carbajales de la Encomienda, Espadañedo, Faramontanos de la Sierra, Letrillas y Utrera de la Encomienda conforma el municipio de Espadañedo.

### Geografía
Su término se asienta en un valle, recorrido por su arroyo y rodeado de una exuberante naturaleza, en cuyo fondo se encuentra el pueblo y más arriba el Castillo, paraje en el que debió asentarse su primera población.

### Clima
Vega del Castillo tiene un clima mediterráneo continental con inviernos fríos y veranos cálidos.

## Historia
Vega del Castillo podría tener su origen en un asiento prerromano o incluso romano vinculado a la protección y control de los diversos yacimientos mineros existentes en su territorio. En cualquier caso, fue habitado desde la época altomedieval, cuando quedó integrado en el Reino de León.
Posteriormente, en la Edad Moderna, se integró en la provincia de las Tierras del Conde de Benavente y dentro de esta en la receptoría de Sanabria. No obstante, al reestructurarse las provincias y crearse las actuales en 1833, pasó a formar parte de la provincia de Zamora, dentro de la Región Leonesa, quedando integrado en 1834 en el partido judicial de Puebla de Sanabria. Por otro lado, en torno a 1850 se integró en el municipio de Espadañedo.

## Demografía
| 18            | 15 | 16 | 17 | 14 | 16 | 14 |
| (Fuente: INE) |    |    |    |    |    |    |

## Cultura
En esta localidad cuenta con la asociación cultural «San Juan Bautista» que, entre otras actividades, se encarga de organizar anualmente, y ya son más de veinte años, una concentración de gaiteros de la comarca de La Carballeda, con el fin de preservar y difundir la cultura de esta comarca zamorana.